# Christian Ehrenfried Seifert von Tennecker
Christian Ehrenfried Seifert von Tennecker (* 10. April 1770 in Bräunsdorf; † 23. November 1839 in Dresden) war ein deutscher Husarenoffizier, Tierarzt, Hippologe und Schriftsteller.

## Leben
Seine Kindheit verbrachte er auf dem väterlichen Gute Bräunsdorf bei Freiberg im sächsischen Erzgebirge. Er interessierte sich von Jugend an für Pferde und ging 1786 auf die Tierarzneischule in Dresden. Danach wurde er Ausbilder (Lectionsbereiter) am kurfürstlichen Marstall in Dresden. 1791 trat er als Kadett beim sächsischen Husarenregiment ein und wurde dort Fahnenjunker mit der Aufgabe, die jüngeren Offiziere im Reiten zu unterrichten. 1792 wurde er zum Offizier befördert. Daneben betrieb er auch den Pferdehandel, hatte aber kein Glück in diesem Geschäft, weshalb er es wieder aufgab. Er widmete sich seiner tierärztlichen Praxis, betrieb eine Reitschule und schrieb viele Bücher zu den Themen seines Fachgebietes. 1805 wurde er als königlich sächsischer Traindirector und Oberpferdearzt angestellt. Damit übernahm er Aufgaben im Fuhrwesen der Armee und besonders der Artillerie sowie die Ausstattung der Kavallerie mit Pferden. Hinzu kam die Aufgabe der Unterweisung der Offiziere und Unteroffiziere im Trainwesen. Wegen seiner Verdienste wurde er zum Rittmeister und Major der Kavallerie befördert und als Lehrer an der königlichen Tierarzneischule in Dresden angestellt.

## Ehrungen
- Ritterkreuz des königlich sächsischen Civilverdienstordens[1]
- Ehrenmitglied der königlich sächsischen ökonomischen Gesellschaft[2]

## Mitgliedschaften
- Mitglied im Verein für Wissenschaft und Kunst in Baiern[3]
- Mitglied der Naturforschenden Gesellschaft in der Schweiz[4]

## Werke (Auswahl)
- Bruchstücke über Kenntnisse von Pferden, welche vorzüglich die Krankheiten dieser Thiere betreffen. Craz, Freyberg/Annaberg 1794. (Digitalisat Band 1), (Band 2)
- Vereinigte Wissenschaften der Pferdezucht. Für Liebhaber der Pferde und Reitkunst. 8 Hefte. Seeger, Mannheim/Leipzig 1795. (Digitalisat Heft 3), (Heft 5–8)
- Das Pferd für Knaben. Ein belehrendes und unterhaltendes Bilderbuch. Seeger, Leipzig 1802.
- Anleitung zu der Einrichtung einer Feld- und Hausapotheke für Oekonomen, Thierärzte, Cur- und Fahnenschmiede, nebst einer dazu gehörigen Anweisung von der Anwendung und Wirkung dieser Mittel, und einem Verzeichniss der nöthigsten Instrumente, Verbandstücke, Zwangsmittel und sonstigen Geräthschaften. Müller, Leipzig 1820. (Digitalisat)
- Beobachtungen und Erfahrungen über die Erkenntniß und Cur der Darmentzündung bei Pferden für Pferdeärzte, Cur- und Fahnenschmiede. Tempsky, Prag 1820.
- Gründlicher Unterricht in der Zäumung, Beschirrung und Bespannung der Wagenpferde so wie in dem Fahren mit 2, 4 und 6 Pferden. Nebst einem Anhang über das Einfahren junger Pferde. Ein Hülfsbuch für Herrschaften und Kutscher. Von S. von Tennecker, Königl. Sächs. Major der Cavallerie. Müller, Leipzig 1821.
- Lehrbuch der aeußern, allgemeinen Pferdekenntniß. Literatur-Comptoir, Altenburg 1825. (Digitalisat)
- Der Militair- und Civil-Pferdearzt, Cur- und Beschlagschmidt, in allen seinen Dienstgeschäften und Dienstverhältnissen. Ein Handbuch. Baumgärtner, Leipzig 1826.
- Bemerkungen und Noten zu Hünersdorfs Anleitung zu der natürlichsten und leichtesten Art Pferde abzurichten, als ein nöthiger Anhang zu diesem theoretisch-praktischen Meisterwerke der Reitkunst. Loiset, Marburg 1827.
- Beobachtungen und Erfahrungen über die Erkenntniß, Ursachen, Verlauf und Cur der Kolik bei Pferden. Literatur-Comptoir, Altenburg 1827. (Digitalisat)
- Denkwürdigkeiten meiner Zeit in Beziehung auf Pferdezucht, Pferdekenntiß, Pferdehandel, Pferdearznei und Reitkunst. Lindau, München 1828.
- Des Alten Schäfers Thomas aus Bunzlau in Schlesien seine Kuren an Pferden von ihm selbst in seiner Mund- und Schreibart beschrieben und zum Besten seiner Nebenmenschen herausgegeben. Günter, Glogau/Lissa 1829.
- Allgemeines Vieharzneibuch, oder des alten Schäfers Thomas aus Bunzlau in Schlesien seine Kuren an Pferden, Rindvieh, Schafen, Schweinen, Ziegen und den übrigen Hausthieren. Flemming, Glogau 1853.
- Die Geheimnisse der Pferdehändler, ihre Handelsvorteile und Verschönerungskünste. 6. Aufl. Voigt, Leipzig 1913.

## Übersetzungen
- Der Hauspferdearzt oder die Kunst seine Pferde selbst zu heilen. Von Francis Clater. Aus dem Englischen nach der 21. Ausgabe ins Franz. übersetzt und frey ins Deutsche übertragen. von S. von Tennecker. Voigt, Ilmenau 1823.
- Der Taschenschmidt oder Taschenroßarzt. Ein kurzer, doch gründlicher Unterricht über die Erkenntniß, Ursachen u. Heilung der gewöhnlichen Lähmungen, Verletzungen und Krankheiten der Pferde. 12., ganz umgearb. Aufl. Leipzig, 1827 (Burdon, William: The gentleman's pocket-farrier. Shewing how to use your horse on a journey. And what remedies are proper for common misfortunes that may befal him on the road. Owen, London 1735.)